# Ellande Larronde
Pour les articles homonymes, voir Larronde.
Ellande Larronde, né le 7 novembre 2006 à Sare (Pays basque), est un coureur cycliste français. Il participe à des compétitions sur route et sur piste.

## Biographie
Originaire de Sare, Ellande Larronde joue d'abord au handball durant son enfance. Il finit toutefois par se tourner vers le vélo au cours de la pandémie de Covid-19, alors qu'il est âgé de quatorze ans. Sa première licence cycliste est prise dans un club de Saint-Pée-sur-Nivelle. Rapidement, il montre ses aptitudes en enchaînant les bons résultats au niveau local, d'abord en VTT,. Il bascule aussi progressivement vers les courses sur route. Dans cette discipline, il devient notamment champion départemental chez les juniors en 2023, au sommet du col d'Osquich. Il poursuit ensuite sa progression sous les couleurs de l'Urt Vélo 64. 
Lors de la saison 2024, il confirme son talent en décrochant de nouvelles victoires et diverses places d'honneur. Sélectionné en équipe de France, il domine le Tour de l'Abitibi en remportant trois étapes ainsi que le classement général. Il termine également deuxième du Chrono des Nations Juniors. Sur piste, il participe aux championnats du monde juniors, où il se classe deuxième de la poursuite par équipes et quatrième de la poursuite individuelle, en établissant de nouveaux records nationaux. Il devient par ailleurs champion de France de l'omnium juniors. Ses performances l'amènent à être considéré comme l'un des principaux espoirs du cyclisme français. 
Malgré des contacts avancés avec Arkéa-B&B Hotels, il décide de rejoindre la réserve de l'équipe Caja Rural-Seguros RGA en 2025. Il ne délaisse pas pour autant ses études en suivant des cours d'ingénieur à l'INSA Toulouse. Toujours actif dans les vélodromes, il ambitionne de participer aux prochains Jeux olympiques de 2028, qui auront lieu à Los Angeles. Il reprend la compétition aux championnats de France sur piste, en s'alignant parmi les élites. Alors qu'il n'a pas encore dix-neuf ans, il parvient à s'adjuger la médaille de bronze dans l'épreuve de poursuite individuelle.

## Palmarès sur route
- 2023
  - Champion des Pyrénées-Atlantiques juniors
- 2024
  - Champion de Nouvelle-Aquitaine juniors
  - Primevère Montoise
  - La Gedimat Junior
  - Tour de l'Abitibi :
    - Classement général
    - 1re, 3e (contre-la-montre) et 7e étapes

  - Trofeo Club Ciclista Estella
  - Memorial Paco Cepeda
  - 2e du Trofeo Ayuntamiento de Villava
  - 2e du Chrono des Nations Juniors
  - 3e de la Prueba Liernia
- 2025
  - 3e épreuve du Challenge Alicante Interior
  - 1re étape du Tour de Navarre
  - 2e du Gran Premio Villa de Mojados
  - 2e de la Clásica de La Rioja-Memorial Arturo Grávalos

## Palmarès sur piste

### Championnats du monde
| Édition / Épreuve      | Poursuite par équipes |
| Luoyang 2024 (juniors) | Argent                |

### Championnats nationaux
- Saint-Quentin-en-Yvelines 2024
  -  Champion de France de l'omnium juniors
  - 2e du championnat de France de poursuite juniors
  - 2e du championnat de France de l'américaine juniors
- Bourges 2025
  - 3e du championnat de France de poursuite